# 希腊华人
希腊华人，是在希腊定居生活的华侨华人社区，主要集中在雅典、塞萨洛尼基、帕特雷和其余中小城镇，总数约2.5万人，从事行业涉及商品批发、零售、餐饮业、旅游业、葡萄酒和橄欖油贸易等。

## 历史
从上世纪90年代开始，来自浙江南部县市的华人开始在雅典市中心的协和广场地区开设杂货店、中餐馆等。该地区现已成为中国城（China Town）所在地。越来越多的华人华侨店铺也开始转向将希臘葡萄酒、希腊橄榄油等商品出口至中国。
在2010年以后希腊开放了“黄金签证”投資移民项目，吸引了中国各地中产及以上的富有移民。直至2022年，有约2.2万个中国籍申请人经过该途径获得了希腊长期居留权。